# Liniers (historietista)
Ricardo Liniers Siri (Buenos Aires, 15 de noviembre de 1973), más conocido por su seudónimo Liniers, es un historietista, ilustrador, pintor y editor argentino conocido por ser el autor de Macanudo, que es publicado desde 2002 en el diario La Nación, entre otras obras. En 2012 recibió un Diploma al Mérito en Artes Visuales por la Fundación Konex.
En 2014 fue declarado Personalidad Destacada en el Ámbito de la Cultura de la Ciudad de Buenos Aires por la Legislatura Porteña y en 2018 recibió un Premio Eisner en la categoría Mejor Publicación para Lectores Novatos por su libro Buenas noches, Planeta, y el premio Inkpot Award.

## Biografía
Ricardo Liniers Siri, nació en 1973 y su segundo nombre ―el cual ahora usa para firmar sus trabajos― se lo pusieron en honor a un abuelo, pariente de quien fuera virrey del Río de la Plata entre 1807 y 1809 Santiago de Liniers.
Ávido lector, conoció tempranamente a Hergé, Goscinny y Uderzo, Quino, Héctor Germán Oesterheld, Francisco Solano López, Charles Schulz y Herriman. Lo primero que leyó fueron las tiras de Mafalda y de Tintín y comenzó a dibujar por influencia del cine, porque "en aquella época, cuando íbamos a ver La guerra de las galaxias, el dibujo era la mejor manera de poder llevarte a casa a Han Solo y R2D2, ya que no había DVD ni videos".
Después de terminar el secundario en el colegio Saint Brendan's en Belgrano, Liniers intentó seguir la tradición familiar y se inscribió en Derecho. Un poco más tarde probó suerte con Ciencias de la Comunicación y luego estudió publicidad, pero no se dedicó a ello; comenzó a dibujar para fanzines y luego para medios profesionales, publicando en Lugares, ¡Suélteme!, Hecho en Buenos Aires, Calles, Zona de Obras, Consecuencias, ¡Qué suerte!, Olho Mágico, 9-11 Artists respond, Comix 2000 y otras obras.
Al principio rechazaron sus tiras porque argumentaban que no se entendían. Hasta que, por sugerencias de un amigo, consiguió publicar a partir de 1999 su tira Bonjour semanalmente en el suplemento NO! de Página/12. En 2001 publicó junto a Santiago Rial Ungaro el libro Warhol para principiantes. Tras tres años de Bonjour, la humorista Maitena lo presenta en La Nación y en junio de 2002 comienza a publicar Macanudo, donde aparecen más pingüinos y otros extraños personajes. Muchos de ellos han ganado gran popularidad, como El misterioso hombre de negro, Enriqueta y su gato Fellini, Alfio, la bola troglodita, Martincito y su amigo imaginario Olga y el propio Liniers, que se dibuja a sí mismo como un conejo. En la mayoría de los casos, dichos personajes regresan a la tira periódicamente. También realiza historietas exclusivas contando hechos de su vida cotidiana, que se publica en la revista semanal "ADN Cultura" de La Nación todos los sábados: "Cosas que te pasan si estás vivo".
Como plástico, realizó además tres muestras de pintura: "Macanudo", en Ludi (2001), "Mono en Bicicleta", en La Bibliotheque (2003) y "Macanudismo" en el Centro Cultural Recoleta (2010). Se sabe que ha vendido cuadros.
Además cuenta con la publicación de los libros Macanudo 1, 2, 3, 4 y 5 por "Ediciones de la Flor" así como también "Bonjour". Lanzó Macanudo 6 independientemente, a través de "La Editorial Común", con una tira inicial de 5000 libros, con tapas dibujadas a mano. Recientemente se publicaron el n.º 7 y n.º 8 de Macanudo por la "Editorial Común".
Liniers también diseñó la portada y el arte completo del álbum "Logo" de Kevin Johansen, como también el de "La lengua popular", de Andrés Calamaro, "Un buen pescador" de Marcelo Ezquiaga y "Coyazz" de Cheba Massolo, entre otros artistas.
En ocasiones acompaña al músico (y también amigo) Kevin Johansen en algunos conciertos: mientras el cantautor realiza su show, Liniers hace el suyo pintando, de forma que el público disfrute de ambas artes al mismo tiempo. Muchas veces Liniers toma la guitarra para tocar una canción junto a la banda The Nada de Kevin Johansen.
En 2010, la documentalista Franca González, realizó "El trazo simple de las cosas".
Fue filmado en Buenos Aires y en Montreal con el apoyo del INCAA. Estuvo nominado entre los 5 mejores documentales del año por la Academia de Artes y Ciencias Cinematográficas de la Argentina para los Premios SUR, compuso la terna a Mejor Guion Cinematográfico Documental de los Premios Argentores 2011, ganó a su vez el 1.º Premio al Mejor largometraje Documental del Festival de Cine de San Juan y formó parte de la Competencia Oficial de los Festivales de Cine de La Habana, Málaga, Toulouse, Leipzig, El Cairo, Olot (Catalunya) y MARFICI entre otros. El 26 de abril de 2012, se estrenó en Nueva York, en el Instituto Cervantes.
En 2012 recibió el Premio Konex - Diploma al Mérito como uno de los mejores humoristas gráficos de la década en Argentina.
El martes 12 de agosto de 2014 a las 18hs en el Salón San Martín de la Legislatura (Perú 160) fue declarado “Personalidad Destacada en el Ámbito de la Cultura”, por una iniciativa de las diputadas Carmen Polledo e Inés Gorbea.

## Publicaciones

### Periódicos
- 2012 - presente: hoy×hoy. Historieta diaria, Macanudo
- 2011 - presente: Peru21. Historieta diaria Macanudo.
- 2010 - 2011: Folha de São Paulo. Historieta diaria Macanudo.
- 2007 - 2009: El Periódico de Cataluña, Cuadernos del domingo Barcelona. Historieta semanal Macanudo. Editora: Cristina Moreno.
- 2002 - presente: La Nación. Historieta diaria Macanudo. Editor Héctor D'amico.
- 1999- 2002: Página/12, Suplemento NO!. Historieta semanal Bonjour. Editor: Esteban Pintos.

### Libros
- 2018: "Buenas Noche Planeta" Editorial Común
- 2017: "Bola negra" con Mario Bellatín
- 2017: Macanudo 13 Editorial Común
- 2016: Macanudo 12 Editorial Común
- 2015: Macanudo 11 Editorial Común
- 2011: Se convirtieron en héroes con Daniel Arcucci Editorial Común
- 2014: Bis con Kevin Johansen Ediciones de la Flor
- 2014: Pósters Editorial Común
- 2013: Macanudo 10 Editorial Común
- 2013: Los sábados son como un gran globo rojo Editorial Común
- 2012: Macanudo 9 Editorial Común
- 2011: Soñadores Con Albert Pla Editorial Taka Tuka
- 2010: Macanudo 8 Editorial Común
- 2010: Macanudo 7 Editorial Común
- 2010: Macanudismo Ediciones Lariviere
- 2009: Macanudo 6 Editorial Común
- 2008: Oops con Johansen Ediciones de la Flor
- 2008: Conejo de viaje Editorial Mondadori
- 2007: Agenda Macanudo 2008 EKU Ediciones
- 2007: Lo que hay antes de que haya algo Pequeño Editor
- 2007: Macanudo 5 Ediciones de La Flor
- 2006: Macanudo 4 Ediciones de La Flor
- 2006: Cuadernos 1985-2005 Ediciones Lariviere
- 2005: Bonjour (historieta)|Bonjour Ediciones de La Flor
- 2005: Macanudo 3 Ediciones de La Flor
- 2004: Macanudo 2 Ediciones de La Flor
- 2003: Macanudo 1 Ediciones de La Flor
- 2001: Warhol para principiantes Editor Juan Carlos Kreimer

### Otros
Colaboraciones Revistas, libros y discos:
- 2020 The New Yorker. Diseño de tapa de revista
- 2015 Crímenes ejemplares. Ilustraciones para el libro de Max Aub. Libros del Zorro Rojo
- 2014: The New Yorker. Diseño de tapa de revista (edición del 17 de marzo).
- 2012: Cuna de gato de Kurt Vonnegut. Editorial La Bestia Equilátera. - Argentina. Diseño de tapa de libro.
- 2007: Kevin Johansen + The Nada, Logo. – Argentina. Diseño de tapa de disco
- 2007: Andrés Calamaro, La lengua popular – Argentina. Diseño de tapa de disco
- Desde mayo 07: Revista Etiqueta Negra (Mensual) - Perú
- Jun.06 y ene.07: Revista Fierro - Argentina
- Abr.05 y agos.06: La Mano - Argentina
- 19 de julio 06: Spirou, Bélgica
- 2006: Agenda FNAC - España
- 2006: Treinta ejercicios de memoria a treinta años del golpe - Argentina. Ensayo, Ministerio de educación de la Nación.
- 2005: Comiqueando, historieta - Argentina
- 2005: Quino 50 años – muestra itinerante, historieta – Argentina. Ediciones de La Flor, curadora: Julieta Colombo.
- 2004: Ácido surtido - métodos, historieta - Argentina
- 2004: Chucaro – Argentina. Diseño de tapa de disco
- 2003 - presente: Revista Hecho - Argentina. Historieta mensual Postres. Editora: Patricia Merlín.
- 2003: Ramona nº36 – Especialísimo breccia - Argentina
- 2003:Magdalena Benedit – Argentina. Diseño de tapa de libro
- 2002: Mis primeras 80.000 palabras - diccionario ilustrado Valencia – España. Ilustración, editorial Media Vaca.
- 2002: 9-11 Artista responda volume 1 Estados Unidos. Historieta, edit. Dark Horse Comic
- 2002: Esteban R. Esteban – Argentina. Diseño de tapa de disco
- 2001: Latino Americano Karikaturler - Turquía. Historieta, Schnieidertelmpelt Art Center.
- 2001-presente: ¡QUÉ SUERTE! Madrid - España. Historieta, editor Olaf Ladouse.
- 2001: Zona de obras - España. Historieta.
- 2000: Invasores de Marte – Argentina. Diseño de tapa, Random House Mondadori
- 2000: Consecuencias: Historieta, Instituto de la Juventud Valencia. Valencia - España
- 1999: COMIX 2000 Francia. Historieta, Edit - L´association
- 1998: Olho mágico - Porto Alegre, Brasil. Historieta.
- 1997: ¡Suélteme! - Argentina. Historieta, editores Pablo Sapia, Esteban Podeti.

## Vida personal
Tras haber recibido una beca del Center for Cartoon Studies, desde el año 2016 Liniers vive con su mujer Angie, sus tres hijas y un perro en zona rural y boscosa del estado de Vermont, en el Noreste de los Estados Unidos, donde trabaja para la Universidad de la Historieta.